# Fistularia commersonii
El pez corneta pintada (Fistularia commersonii) es un pez marino de la familia Fistulariidae, en el orden de los Syngnathiformes.
En inglés, su nombre más utilizado es bluespotted cornetfish, o pez corneta de manchas azules.

## Morfología
Tienen el cuerpo comprimido, más aplanado verticalmente que lateralmente. Es extremadamente alargado y ligeramente deprimido, se parecen a  muchas anguilas, pero tienen aletas bien distinguibles: dorsales, anales y aleta caudal bifurcada, cuyos rayos céntricos forman un filamento alargado; la línea lateral está bien desarrollada y se extiende hacia el filamento caudal. Tienen el ojo muy grande, con la pupila alargada anteriormente. La boca es pequeña, y está en el extremo de un hocico tubular estrecho y alargado. La aleta dorsal y la anal están situadas opuestamente en la parte posterior del cuerpo, cerca de la aleta caudal.
Carecen de espinas en las aletas, y tienen 14-17 radios blandos dorsales, 13-15 radios blandos pectorales, 14-16 radios blandos anales y 6 radios blandos pélvicos. Cuentan con 83-86 vértebras.
La coloración es verde dorsalmente, graduando a blanco plateado ventralmente, con dos hileras de puntos azules en la espalda. El filamento de la cola es blanco.
Tienen un promedio de 1 m de longitud, aunque alcanzan 160 cm.

## Hábitat y comportamiento
Especie marina, bento-pelágica, vive  generalmente en aguas abiertas costeras o en arrecifes de coral, sobre camas de algas y parches de arena próximos a arrecifes. evita zonas de fuertes corrientes. Ocurre, tanto solitario, como en escuelas.
Su rango de profundidad es de 0 a 132 metros, aunque se localizan hasta 150 metros, y en un rango de temperaturas entre 14.32 y 28.58 °C.

## Alimentación
Comen pequeños peces del necton, de los géneros Helcogramma, Gobiodon, Ecsenius, Spratelloides, Caranx, Parajulis o Chaetodon, entre otros. También se alimenta de crustáceos, gambas y calamares.

## Reproducción
Es dioico, ovíparo y de fertilización externa. No cuidan a los alevines.

## Distribución geográfica
Se distribuye en el Indo-Pacífico, desde África oriental hasta las costas americanas del Pacífico tropical y subtropical. Introducida en el Mediterráneo.
Es especie presente en Andaman (India), Argelia, Australia, Comoros, islas Cook, Corea del Sur, Costa Rica, Croacia, Chagos, China, Chipre, Ecuador, Egipto, El Salvador, España, Filipinas, Francia, Galápagos (Ecuador), Grecia, Guam, Guatemala, Hawái, Honduras, Hong Kong, Indonesia, Israel, Italia, Japón, Jordania, isla Kermadec, Libia, isla Lord Howe, Madagascar, Malasia, Maldivas, Malta, islas Marianas del Norte, Mauritius, islas Marshall, México, Micronesia, Montenegro, Mozambique, isla Navidad, Nicaragua, Nueva Caledonia, Nueva Zelanda, Niue, isla Norfolk, Omán, Panamá, isla de Pascua (Chile), Pitcairn, Reunión, Rodríguez, Samoa, Samoa Americana, Seychelles, Siria, Somalia, Sudáfrica, Sudán, Taiwán, Tanzania, Tonga, Túnez, Turquía, Vanuatu, Vietnam y Yemen.

## Galería

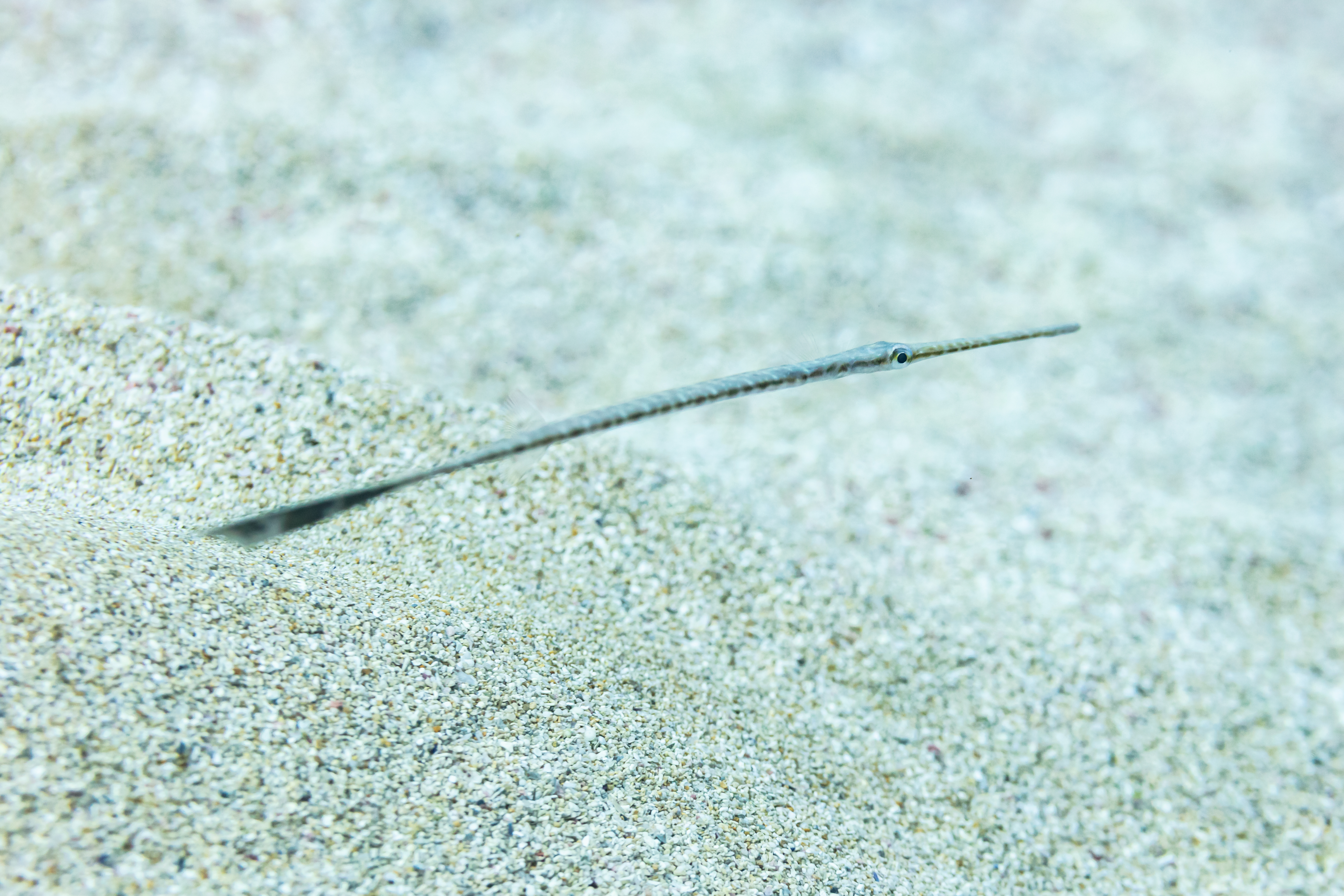
Plano de la cabeza.
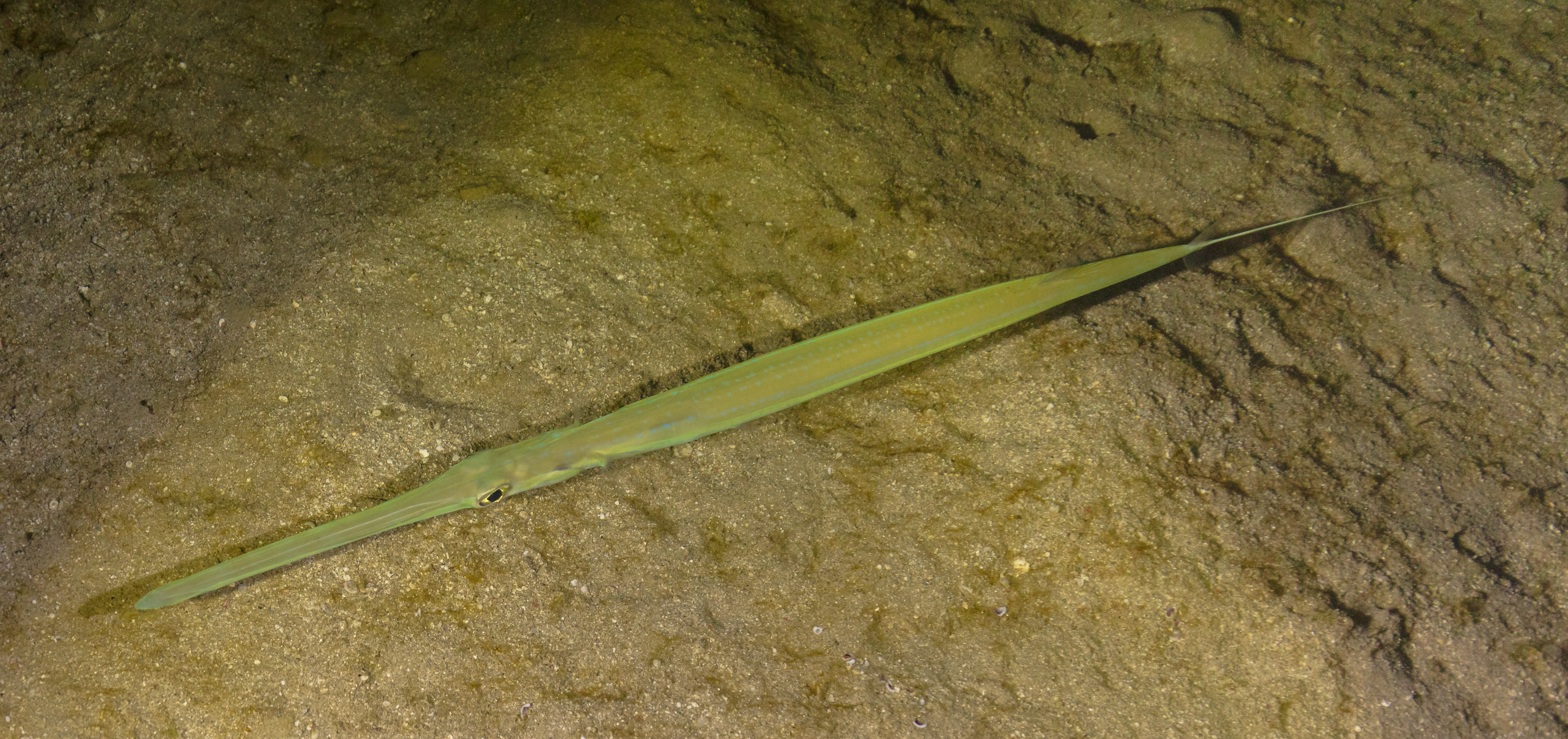
Ejemplar en el mar Rojo.
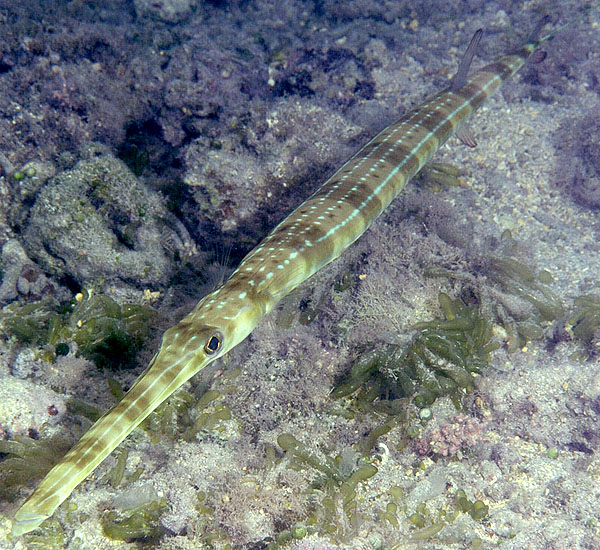
Con el patrón de bandas nocturno.
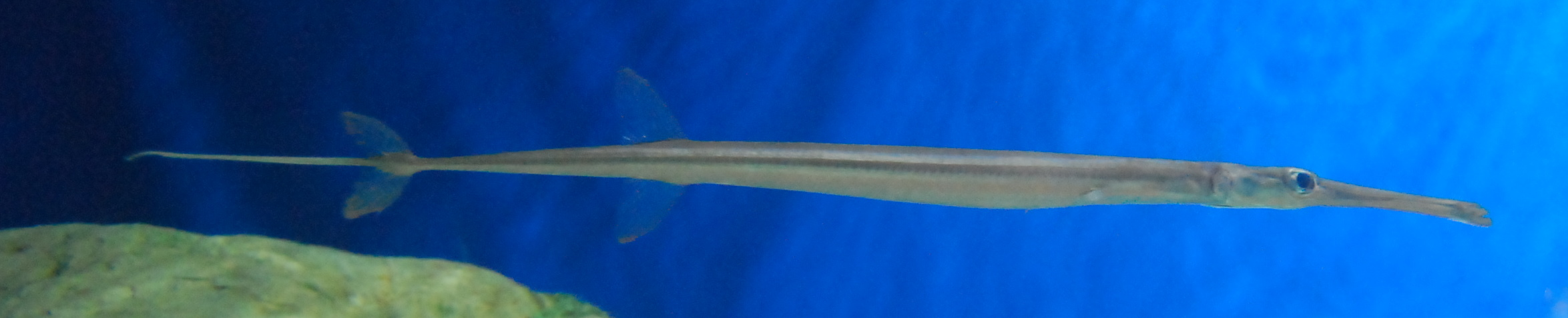
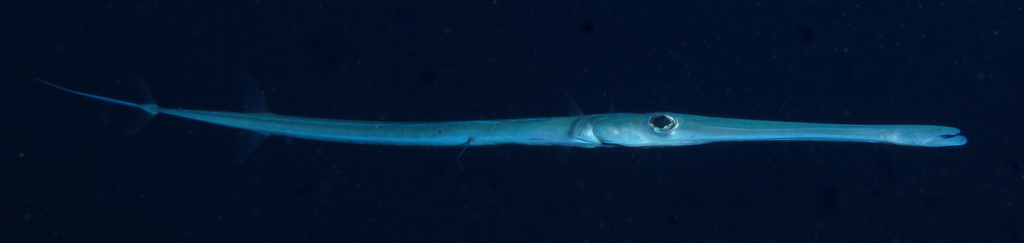